# 조직 문화
조직문화(영어: Organizational Culture)는 조직행동에서 주요하게 다루고 있는 개념으로 개인과 집단, 그리고 조직의 태도와 행동에 영향을 주는 공유된 가치와 규범을 의미한다. 그러나 연구자에 따라 조금씩 다르게 정의되고 있다. Jones의 경우, 조직문화를 조직 내의 개인과 집단이 상호작용하고 고객, 공급자 등 조직 외부의 사람들과 상호작용하는 방법을 통제하는 일련의 비공식적 가치, 규범 및 신념이라고 정의했다. Ouchi는 조직의 전통과 분위기로서 조직의 가치관, 신조 및 행동패턴을 규정하는 기준이라고 보았다.

## 정의

### Pettigrew[4]
조직문화는 언어, 이데올로기, 신념뿐만 아니라 지배적인 상징, 의식, 노동조직의 신화 등에 연관되어 있다. 또한 조직문화는 가치와 이해관계가 협상과 조정을 따르는 광범위한 정치적, 문화적 체계의 일부이다. 이는 조직문화가 상급의 관리 층에 의해 구성되는 것도 아니고 동질적이지도 않다는 사실을 의미한다.

### Deal & Kennedy[5]
강한 조직문화는 조직구성원들의 비공식적인 행동규범이 되며 그들이 자부심을 가지고 열심히 일하도록 해주는 원동력이 되는 등 조직을 통합하고 응집시키는 역할을 한다. 즉, 조직문화는 조직구성원에게 정체성과 동질성 및 행위지침을 제공하고 조직몰입의 촉진과 사회시스템의 안정성을 향상시키는 기능을 수행한다. 또한 강한 조직문화는 조직성과의 정의 관계를 가진다.

### 신유근[6]
조직문화란 개인의 개성처럼 다른 조직과는 구별되는 개별조직 고유의 독특성이다. 이 독특성을 설명하는 가장 핵심적인 구성요소는 구성원들의 가치의식(선호하는 가치, 태도, 신념, 경영철학, 기업정신 등)과 행동방식(행동성향으로서 업무수행 방식, 대인관계 방식, 욕구표출 방식 등)으로 집약할 수 있다.

### Edgar Schein[7]
조직문화란 일정 패턴을 갖는 조직 활동의 기본가정(또는 전제, 믿음)이다. 이것들은 특정집단의 내외적 활동과정에서 발견 또는 개발된 것들이다. 이러한 가정들은 오랜 시간 조직구성원들이 타당한 것으로 여겼기 때문에 당연한 것으로 받아들여지며, 새로운 구성원들에게도 조직의 문제를 해결하는 올바른 방법으로 학습된다.

## 구성 요소

### 조직진단 7S 모형(7S Model)

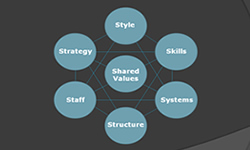
<그림 1> Mckinsey의 7S 모형

7S모형이란 컨설팅 전문 기업인 Mckinsey에서 제시한 조직효과성 분석 모델이다. 분석에 사용되는 7S는 리더십 스타일(style), 관리기술(skill), 전략(strategy), 구조(structure), 제도와 절차(system), 구성원(staff), 공유가치(shared value)를 뜻한다. 7S모형은 조직효과성 분석에 사용되기 때문에 각각의 요소는 조직문화의 구성요소로 볼 수 있다.
리더십 스타일(Style)은 핵심 경영자가 조직의 목표를 달성하기 위해 행동하는 방법과 조직의 문화 스타일을 말한다. 관리기술(Skill)이란 인원 또는 전체 조직으로서의 독특한 능력을 말하고, 전략(Strategy)이란 확인된 목표를 달성하기 위해 기업의 희소자원을 시간적으로 우선순위화한 계획이다. 구조(Structure)는 조직단위가 상호 연관되어 있는 방식으로 중앙집권적·분권화·네트워크화·매트릭스화 등을 말하고, 제도와 절차(System)는 작업이 어떻게 완수되어야 하는 지에 대한 절차, 프로세스 및 재무 시스템을 의미한다. 직원(Staff)이란 조직 내 인원의 유형과 수에 대한 정보이고, 공유가치(Shared Values)란 Mckinsey 모델을 상호연결 하는 핵심가치이며 조직을 나타내고 조직이 믿고 있는 것이다.
7S 모형의 일곱 가지 요소는 오른쪽의 그림과 같이 네트워크 형식으로 표현된다.

## 유형
조직문화의 유형은 연구자마다 다양한 기준에 따라 다르게 분류된다. Reimann & Weiner는 전략적 문화·기업가적 문화·배타적 문화·국수주의적 문화로 나누어보았고, Denison은 집단문화·개발문화·합리문화·위계문화로 나누었다. Handy는 클럽문화·역할문화·과업문화·보존문화로 분류했고, Ouich는 시장문화·관료문화·클랜문화로 나누었다. Bititci et al.(2004)은 역할문화·성취지향문화·권력문화·지원문화로 구분했고, 이종수 외(2008)는 상징문화와 실천문화로만 나누었다. 또한 박재산(2006)은 관계지향문화·업무지향문화·혁신지향문화·위계지향문화로 구분했다. 하지만 이외에도 조직문화의 유형은 다양하게 제시되어 있다

### 서인덕[7]
서인덕 교수는 조직문화를 현실지각과 행동 두 가지 차원으로 나누었다. 현실지각차원은 동태적인 문화와 정태적인 문화로 나뉘고, 행동차원은 유지지향적인 문화와 활동지향적인 문화로 나뉜다.
친화적 문화란 동태적이며 유지지향적인 조직문화를 말한다. 친화적 조직문화를 가진 집단은 집단의 응집력을 중시하며 우의적 행동, 관계 지향적이고 협조적 행동이 선호한다. 
진취적 문화는 동태적이고 활동지향적인 조직문화를 일컫는다. 진취적 문화에서는 도전성과 모험성, 창의성, 신속성 등을 강조한다.
보존적 문화는 정태적이며 유지지향적인 문화이다. 안정, 조정, 통제를 강조하고, 표준화, 적정성, 종업원 훈련 등에 조직활동의 초점을 두는 조직에서 나타난다.
합리적 문화는 정태적이며 활동지향적인 문화로 능률, 목표, 능력 등의 성과관련 변수들을 중시하며 수단-목표간의 인과관계에 초점을 둔다.
|              |            | 행동차원    |             |
| 유지지향적   | 활동지향적 |             |             |
| 현실지각차원 | 동태적     | 친화적 문화 | 진취적 문화 |
| 현실지각차원 | 정태적     | 보존적 문화 | 합리적 문화 |

### Ouchi[2]
Ouchi는 조직문화를 인간관계에 있어서 신뢰와 친밀감을 중시하는 일본식 조직인 J타입과 개인의 권리와 성취를 중시하는 미국식 조직인 A타입, 앞의 2가지 타입의 강점을 조화롭게 살린 Z타입으로 구분하였다. Z타입은 '미국판의 일본식 조직'이라고도 표현되며 미국에서 성공하고 있는 기업들의 공통점으로 제시되었다. Ouchi의 Z이론은 이러한 Z타입의 조직문화에서 나타나는 특성을 설명하는 이론을 말한다.
J타입의 조직은 종신고용을 바탕으로, 조직에서 이루어지는 의사결정은 합의를 기반으로 하며 책임은 조직 전체가 지는 형태의 문화를 말한다. J타입의 조직에서 성과평가나 승진은 느린 편이고, 통제는 암묵적이고 비공식적으로 이루어진다. 또한 조직은 직원에 대해 포괄적인 관심을 가진다.
A타입의 미국식 조직은 단기고용이 기본이고, 의사결정은 개인이 하며 그에 따라 책임도 개인이 지는 형태이다. 대신 성과평가가 빠르고 승진 역시 빠르며, 통제는 공식적으로 이루어진다. 직원에 대해서는 분화된 관심을 가진다.
J타입과 A타입의 장점을 섞은 Z타입은 조직 구성원들의 상호의존성, 동료의식, 평등, 참여, 공동노력 등을 강조하는 참여관리를 핵심으로 하는 문화를 말한다. Z타입의 조직문화의 특징은 다음과 같다.
첫째, 장기고용관계 유지. 임용구조는 폐쇄형에 가깝고 한 번 채용한 사람은 조직에 오래 남을 수 있게 한다.
둘째, 직원에 대하 평가는 잦지 않으며 많은 부분 비공식적으로 평가한다고 한다.
셋째, 직원의 승진속도는 상대적으로 느리다.
넷째, 직원들의 전문화 수준은 상대적으로 낮으며 일반능력자주의적 인사관리를 한다고 한다. 순환근무제나 순환보직제가 널리 이용된다고 한다.
다섯째, 의사결정은 집단적 합의의 과정을 통한다. 그러나 책임은 한 개인에게 돌아간다. 이 점은 집단적 책임을 돌리는 일본식 관리와 구별된다.
여섯째, 비공식적, 사회적 통제가 강조된다.
일곱째, 관리층에서 직원들에게 전인격적 관심을 갖는다. 이것은 직원들에게 매우 포괄적인 관심을 가진다는 것이다.

### R. Harrison[13]
R. Harrison은 조직문화를 조직구조의 핵심변수인 공식화와 집권화 두 가지 차원으로 구분하였다.
관료조직문화(bureaucracy culture)은 집권화 공식화 정도가 모두 높으며 구성원들의 역할이 구체화되어 있는 문화를 말한다. 과학적 방법에 의한 기계적 움직임으로 업무처리를 하며 직무소외가 심하고 조직몰입도가 낮으며 이기적인 행동이 많다.
권력조직문화(power-oriented culture)은 집권화는 강하지만 공식화 정도는 약하다. 직무수행절차가 구체화되어 있지 않고 명확하지 않으며 조직 내 실력자 및 측근들이 상황에 따라 역할 배정을 한다. 구성원 간이나 계층 간에 갈등이 심하다.
행렬조직문화(matrix culture)는 집권화의 정도는 약하지만 공식화는 강하다. 전문가를 중심으로 팀을 구성하여 과업을 수행하며, 구성원간에 상담, 교섭, 포섭이 많이 이루어지고 창의력도 발휘된다.
핵조직문화(atomized culture)은 집권화 공식화 모두 낮은 대신 분권화 및 비공식성이 높다. 공동목표를 중심으로 자발적 협조가 이루어지며 참여와 상담이 업무의 중요한 부분을 차지한다.
|             | 집권화 높음  | 집권화 낮음  |
| 공식화 높음 | 관료조직문화 | 행렬조직문화 |
| 공식화 낮음 | 권력조직문화 | 핵조직문화   |

### Deal & Kennedy[14]
T. Deal과 A. A. Kennedy는 조직활동과 관련된 위험성 정도와 의사 결정전략의 성공 여부에 관한 피드백의 속도라는 두 가지 차원에서 조직의 문화를 분류하였다.
거친 남성문화(the tough guy, macho culture)은 모험형 문화로서 사업성격이 고도의 모험성을 띠고 있으며, 성공 여부를 바로 확인할 수 있다. 성패의 차이가 분명하고 강력한 지도자를 중심으로 조직활동을 전개한다. 이러한 문화 속에서는 지도자의 경영이념과 행동특성이 조직문화에 강하게 반영된다.
열심히 일하고 노는 문화(work hard/ play hard culture)에서는 어느 한 사업에 큰 모험을 걸지 않고, 일상 업무를 충실히 그리고 열심히 수행한다. 결과에 따라 적절히 대응해 가는 유형이다. 팀워크가 좋은 결과를 가져올 수 있기에 친절하고 우호적인 사람이 영웅으로 등장한다.
사운을 거는 문화(bet your company culture)는 투자형으로 사업성격이 고도의 모험성을 띠는 문화이다. 성패를 알려면 오랜 시간이 걸리며 성공 여부가 기업의 성패를 좌우한다. 업적의 장기평가를 중시하고 상급자의 경험을 중시한다.
과정문화(the process culture)는 관료형으로 성과보다는 과정을 중시한다. 모험이 없고 비교적 안정되지만 사업의 결과를 알기 힘들다. 업무처리의 정확성과 객관성 그리고 완벽주의를 강조한다. 공식적 위계질서를 중시하고 직무가 세분화되어 있고 의사결정은 집권적이다.
|               | 피드백 빠름             | 피드백 느림      |
| 위험요소 많음 | 거친 남성문화           | 사운을 거는 문화 |
| 위험요소 적음 | 열심히 일하고 노는 문화 | 과정문화         |

### Quinn[14]
R. E. Quinn은 조직문화가 가질 수 있는 네 가지 문화속성을 제시하였다. 유연성과 그에 반대되는 질서, 내부통합과 그에 반대되는 외부지향이 그것이며, 이 중 어떤 면이 강조될 수는 있으나 지나치게 한 쪽으로 치우쳐서는 안 되고 네 가지 문화속성이 균형을 적절하게 유지하는 것이 조직성공의 열쇠라고 말한다.
인적자원형(human resource development)은 내부지향이며 비공식적인 유연한 문화로서 가족적 공동체와 비슷하고 참여, 충성, 안락을 중시하며 상호배려와 팀을 기반으로 움직인다.
개방체계문화(open system)은 공식이 없어 모험을 감수하며 외부지향이기 때문에 창의적이고 도전적이고 혁신과 자율이 보장되는 분위기이다.
위계질서문화(hierarchical)은 질서를 중시하고 내부통합적이며 예측 가능한 일만 하고 비용통제와 철저한 관리로 안정적인 조직을 지향한다.
생산중심문화(production oriented)은 질서와 규정이 배어 있지만 외부지향이기 때문에 경쟁우위를 위해 시장에 침투하고 생산성향상에 주력한다.
|        | 내부통합   | 외부지향   |
| 유연성 | 인적자원형 | 개방체계형 |
| 질서   | 위계질서형 | 생산중심형 |

### 경쟁 가치 모형[3]
경쟁가치모형(CVM: Competing Values Model)은 원래 조직 효과성 연구에 활용되는 틀이었다. 그러나 Quinn 등에 의해 발전되고, Quinn & McGrath, Cameron & Quinn 등에 의해 제시되면서 조직문화를 연구하는 분석틀이자 조직문화를 진단하는 도구로 활용되기도 한다.
경쟁가치모형은 ‘변화 대 안정’과 ‘조직내부지향 대 외부지향’ 두 가지 차원을 기준으로 하고 있다. 변화는 조직의 신축성과 유연성을, 안정은 통제와 질서 및 효율성을 강조하는 개념이다. 조직내부지향은 기존의 조직을 유지하기 위해 조직 내부의 통합과 조정에 초점을 두는 성향이고, 외부지향은 조직 외부환경과의 상호작용 및 환경적응과 경쟁을 강조하는 성향이다. 이들의 조합에 따라 조직문화는 관계지향, 위계지향, 과업지향, 혁신지향 문화로 구분된다.
관계지향 문화(Clan Culture)는 조직구조의 유연성과 조직 내부에 대한 관심에 초점이 있다. 관계지향 문화의 조직은 구성원에 대한 배려와 관심도가 높고 팀워크를 중시하는 편이기 때문에 개인의 발전과 조직구성원의 참여 등이 강조되고, 이러한 면에서 인적자원 개발과 조직몰입의 증진이 조직성과의 주된 기준으로 작용한다. 조직의 리더는 구성원에게 권한을 위임함과 동시에 그들의 참여와 헌신과 충성심을 촉진하는 역할을 한다. 따라서 조직구성원은 충성심과 조직의 전통에 대한 인식을 바탕으로 조직에 몰입된다.
위계지향 문화(Hierarchy Culture)는 통제위주의 조직구조를 지향하며 조직 내부 문제에 관심을 가진다. 또한 관료제의 규범이 반영되어 공식적 명령이나 규칙, 집권적 통제 등을 강조한다. 따라서 관료제의 핵심인 능률적 목적 달성을 중시하고, 안정적이고 예측 가능한 성과를 만드는 데 초점을 맞춘다.
과업지향 문화(market culture)에서는 안정적이고 통제 중심적인 조직구조를 지향하며 외부환경에 치중하는 모습이 나타난다. 과업지향 문화는 성과목표를 달성하는 것을 강조하기 때문에 과업수행에 있어 생산성을 중요하게 본다. 또한 시장 점유율을 높이고 다른 조직과의 경쟁에서 이기는 것에 가치를 두고, 조직의 생산성을 높이기 위해 구성원들에게 명확한 목표를 제시하고 구성원들의 경쟁을 독려한다. 외부환경에 대해서는 적대적인 자세를 취한다.
혁신지향 문화(adhocracy culture)는 조직구조의 유연성과 조직 외부에 대해 더 많은 관심을 가진다. 이 문화에서는 조직 구성원의 모험정신이나 창의성 및 기업가 정신에 가치를 두면서 조직의 적응과 성장을 지원할 수 있는 적절한 자원의 획득을 중시한다. 또한 외부적 환경을 주시하여 경쟁에서 이기는 것을 우선으로 여기되 위험을 감수하더라도 모험을 즐긴다. 혁신지향 문화는 변화에 있어 적응력이 높고, 혁신적이고 창의적이게 변화를 관리한다.
각 문화유형의 특성을 표로 정리하면 다음과 같다.
|           | 관계지향 문화                                                       | 혁신지향 문화                                               | 과업지향 문화                                                   | 위계지향 문화                                                   |
| 목적 가치 | 사기(morale), 인적개발(people development)                          | 혁신, 첨단 서비스 개발 및 제공                              | 수익추구, 조직의 성공                                           | 효율성, 지속성(timeless)                                        |
| 수단 가치 | 화합, 참여, 의사소통                                                | 적응력, 창조성, 민첩성                                      | 소비자 중심, 생산성 증대                                        | 일관성, 업무 혹은 생산과정 표준화                               |
| 가정      | 소속감, 연대감                                                      | 변화, 성장                                                  | 과업달성                                                        | 안정                                                            |
| 믿음      | 조직구성원은 조직 내에서 신뢰, 충성, 멤버십을 느낄 때 적절하게 행동 | 조직구성원은 자신의 업무의 중요성을 인지할 때 적절하게 행동 | 조직구성원은 명확한 목적과 정확한 성과보상에 따라 적절하게 행동 | 조직구성원은 공식적이고 명확한 규율과 규칙에 따라 적절하게 행동 |

### 윤리적 조직 문화[13]
조직문화는 조직구성원들의 의사결정과 행동에 커다란 영향을 미친다. 따라서 조직문화는 조직의 윤리수준결정에도 중요한 요소로 작용한다. 때문에 기존의 조직문화 유형과는 별개로 윤리성이 높은 조직문화의 개념이 등장했다. 윤리적 조직문화의 개념은 두 가지 가정을 가지고 있다.
첫째, 윤리적이고 도덕적인 측면이 강한 조직문화가 형성되어 있을수록 윤리수준은 높아진다.
둘째, 조직윤리수준의 높고 낮음을 결정하는 것은 조직구성원 개개인의 도덕성이라기보다는 조직의 분위기 또는 조직문화이다.
윤리성이 높은 조직문화를 형성하기 위해서는 실제 기업에서 활발히 전개되고 있는 문화운동에 윤리적 가치관을 강력히 반영시켜 조직윤리가 조직문화로 정착되도록 하는 방법이나 조직구성원들의 교육훈련에서 윤리문제를 심도 있게 다루는 방법을 사용할 수 있다. 바람직한 조직문화를 형성하고 조직의 윤리수준을 재고시킬 수 있는 방안은 다음과 같다.
- 최고경영자의 윤리의식 제고

- 종업원의 윤리의식 제고

- 종업원 복지 후생의 향상

- 평가시스템의 개선

- 경영자 윤리의 가이드라인 설정

- 윤리헌장의 제정

## 형성과 전수

### 조직문화의 형성에 영향을 미치는 요인

#### 창업자의 경영이념과 철학
조직문화는 창업자의 철학으로부터 형성된다. 즉, 조직의 창업자는 전통적으로 조직의 초기 문화에 중요한 영향을 주게 된다. 새로이 창업하는 조직은 조직문화 형성의 원천이 되는 기존의 전통·관습이나 일반적 관행을 가지고 있지 않기 때문에 창업자의 조직운영에 관한 가치관·이념·신념·비전 등이 새로운 조직을 특성화할 수 있는 조직문화를 유도하게 된다.
다음으로 이것은 새로운 구성원을 선발할 때 활용되는 기준에 영향을 준다. 최고 경영층의 행동은 허용되는 행동과 그렇지 않는 행동에 대한 일반적인 풍토를 설정해 준다. 구성원의 사회화는 선발과정에서 조직의 가치와 새로운 구성원의 가치가 일치 되었을 때 성공하는 정도와 사회화를 활용하고 하는 최고경영층의 선호도에 달려있다.

#### 조직의 역사와 규모
조직이 하나의 문화가 되기 위해서는 그 조직이 역사성을 내포하고 있어야한다. 예를 들어 일본 기업의 경우, 오랜 기업의 역사와 종신고용제라는 특성이 독특한 사풍을 발전시키고 있음을 알 수 있다.

#### 대체문화의 존재여부
조직특유의 강한 문화가 형성되려면 조직구성원들이 다른 조직문화에 접한 경험이 없이 입사하여 조직 사회화(organization socialization)과정을 통해 조직 특유의 가치를 몸에 익히는 것이 필요하다.

#### 산업문화
산업환경과 산업문화는 기업문화에 많은 영향을 준다. 사업 성격에 따라 기업행동과 문화가 매우 다르다. 산업문화는 상품과 고객의 성격, 기술과 기술변화, 산업의 수명주기 등에 의해 문화적 특성이 결정된다. 예컨대 제조업, 서비스업, 금융업, 의료업 등 상품과 서비스 및 고객이 다름에 따라 이들 산업이 추구하는 목적과 행동 등 문화적 특성이 다르게 된다.

#### 제품의 수명주기
기업문화는 기업이 생산하는 품목의 수명주기와도 연관성이 있다. 기업이 생산하는 제품이 도입기나 성장단계에 있을 때에는 독창적인 문화개발이 용이하지만, 성숙기나 포화기, 쇠퇴기에 있을수록 오랫동안 습관화·체질화된 조직문화를 변경하는 것은 어렵다.

### 조직문화의 전수·유지 과정
조직은 구성원들로 하여금 유사한 경험을 할 수 있도록 환경을 제공함으로 조직문화를 유지하는 활동을 하게 한다. 조직문화를 유지하기 위해서는 선발제도, 최고경영자의 행동, 사회화 과정이 중요한 역할을 한다.

#### 선발 과정
선발과정에서의 명확한 목표는 조직이 요구하는 기준, 즉 조직의 업무를 성공적으로 수행할 수 있는 능력을 가진 개인을 선택하는 것이다. 이러한 선발과정은 조직이 추구하는 목표나 가치와 부합한 개인을 고용하는 것을 말한다. 선발과정에서 조직은 지원자에게 조직에 대한 정보를 제공하고, 만약 조직의 가치와 지원자의 가치가 부합하지 않는다면 이들은 이 같은 조직에 지원하지 않을 것이다. 그러므로 선발과정은 지원자와 조직이 양방향으로 작용하는데, 선발과정을 통하여 조직의 핵심가치에 대해 적대적이거나 평가절하 하는 개인들을 골라냄으로써 조직의 문화를 유지한다. 

#### 최고경영자
최고경영자의 행동 역시 조직문화에 지대한 영향을 미친다. 최고경영자의 말과 행동은 ‘위험감수가 바람직한지’, ‘관리자가 얼마나 많은 자유를 구성원에게 줘야하는지’, ‘근무 복장은 어떤 것이 적합한지’, ‘임금 인상, 승진, 다른 보상에 대해서 어떤 행동을 취해야 하는지’ 등의 다양한 현안에 대한 판단의 기준을 제공하며 자연스럽게 조직의 규범으로 자리 잡게 된다.

#### 사회화
조직에게 맞는 정교한 선발과정을 통하여 조직에 적합한 사람을 채용했다고 하더라도 신입사원이 조직의 문화에 완벽하게 동화할 수 있는 것은 아니다. 경우에 따라 새로운 구성원들이 기존의 조직의 신념과 관습에 혼란을 느끼게 되고 변화시키려는 행동을 할 수도 있다. 따라서 조직은 기존의 조직문화를 신입사원들이 잘 적용하도록 이끌어야 하는데, 이러한 적응 과정을 사회화라고 한다. 조직사회화 과정에서는 조직의 목표가 가치부터 조직 내 구성원들 간의 관계에 이르기까지 조직문화와 관련된 광범위한 내용이 다루어진다.
사회화 과정은 크게 3가지 과정으로 구성될 수 있다. 첫 번째, 사전 단계는 각 개인은 조직에 참여하기 전에 학습을 통하여 앞으로 수행해야 할 업무와 조직에 대해서 자신의 가치, 태도, 기대를 가지고 조직에 들어온다는 것을 분명하게 인식한다. 일반적으로 선발과정에 의해 조직에서 필요한 요건(능력, 가치 등)을 갖춘 구성원이 조직에 들어온다. 따라서 조직의 필요와 구성원의 기대가 부합하는 정도가 사회화의 성공에 중요한 영향을 미친다.
두 번째, 만남 단계에서 신입사원은 자신의 기대와 조직의 현실에 직면하게 된다. 조직의 현실에서는 직무, 동료, 상사, 조직의 일반 등이다. 자신의 기대가 맞아떨어지면 조직에 대하여 이전에 지각하고 있던 것을 재확인하게 된다. 만약 기대와 현실이 상이하면 자신이 이전에 가지고 있던 가정을 버리고 조직이 원하는 다른 가정을 바꾸는 사회화 과정을 거치게 된다. 그러나 양자가 극단적으로 상이할 경우 조직에 환멸을 느끼고 회사를 떠나게 될 것이다.
세 번째, 변화 단계에서는 새로운 조직구성원은 자신의 업무와 조직문화에 대해 편안함을 느낀다. 조직과 집단의 규범을 내부화하고 같은 동료들에 의해 믿을 만하고 가치 있는 사람으로 여겨진다. 구성원들은 자신이 어떻게 일을 해야 좋은 평가를 받게 되는지 인지하고 있기 때문에 생산성과 조직에 대한 몰입도가 높아지며, 이직률이 낮아지는 단계이다.

### 변화와 저항
조직의 환경(내부, 외부)이 변화하면 그에 맞춰 조직의 변화 즉, 조직문화의 변화가 필요하다. 조직문화의 변화는 장기적 관점에서 조직의 성과에 영향을 미치게 되는데, 기업의 전략 변화, 기
혁신, 구성원의 다양성, 기업의 인수합병 등 여러 과정을 거치며 조직의 문화가 변화되거나 의도적으로 변화시키기도 한다. 조직문화가 강할수록 이는 어려우며, 문화의 구성요소 중에서 눈에 보이는 가시적인 부분의 변화는 비교적 쉽지만, 잠재되어 있는 기본 가정이나 공유된 가치의 변화는 어렵다. 대개 조직문화의 변화가 실패로 끝나고, 때로는 문화변화를 주도했던 경영자들이 강한 저항에 부딪히기도 한다. 그러므로 조직문화의 변화는 계획적이며 신중하고 주도 면밀하게 접근해야 하며 조직이 처한 환경까지도 고려, 선택해야 할 것이다.

#### 개인적인 저항[13]
사람은 누구나 변화를 싫어하고 현실에 안주하려는 성향이 있다. 이 같은 성향은 아래와 같이 여러 가지 이유에서 찾을 수 있다.
첫째, 지각상의 문제로 사람들은 자신에게 유리하고 친숙한 사실만을 선택적으로 지각하려는 경향성이 있어 친숙하지 못한 새로운 것은 수용하기 어렵다.
둘째, 성격상의 문제로 일반적으로 독단적인 성격이나 의존적인 성격의 소유자는 오직 한 가지만을 고집하려는 경향성이 있고, 의존적인 사람은 변화에 대한 두려움을 갖기 때문에 변화에 저항하려는 경향성이 높다. 
셋째, 불확실성에 대한 공포를 느끼기 때문인데, 변화의 결과는 누구도 알 수 없기 때문에 변화 자체가 공포의 대상이 된다.
넷째, 기득권을 상실할 수 있다는 생각 때문이다. 조직에 변화가 오면 기득권을 가진 구성원들은 변화로 인해 자신의 기득권을 포기해야 하거나 상실하게 된다. 따라서 기득권을 많이 가진 구성원일수록 변화에 저항하는 경우가 크다.
다섯째, 변화는 새로운 지식과 정보, 기술을 요구한다. 따라서 조직구성원들은 변화가 요구하는 능력과 자질을 갖추어야 하기 때문에 변화를 두려워하고 싫어하게 된다.

#### 조직적인 저항[13]
조직들은 다음과 같이 조직자체의 구조적인 문제로 인하여 변화에 저항하는 경우가 많다.
첫째, 안정적이고 보수적인 조직문화가 변화의 저항원인이 된다. 기존의 조직문화가 이미 사회화되었기 때문에 현재의 조직문화에 안주하려는 성향이 있다.
둘째, 이미 정형화되어버린 조직의 구조가 저항의 원인이 될 수 있는데, 새로운 조직은 구성원들로 하여금 새로운 행동양식을 요구한다. 따라서 기존의 정형화되어버린 행동양식에 익숙한 조직 구성원들이 변화에 저항하게 되는 것이다.
셋째, 자원의 한계가 저항의 원인이 되기도 한다. 조직을 변화시키려면 많은 시간과 자원 그리고 그에 맞는 능력이 필요한데, 이러한 자원이 부족하다면 조직변화의 필요성을 느끼지만 변화를 하기에는 어려울 것이다.
넷째, 변화로 인한 이해관계자가 대립하는 경우에는 그것이 저항의 원인이 되기도 한다. 예를 들어 조직문화로 인해 이익이 되는 부서와 손해가 되는 부서, 변화를 수용할 수 있는 부서와 그렇지 않은 부서 간의 갈등으로 변화를 어렵게 만든다.

#### 변화 방법
조직문화를 변화시키는 방법에는 크게 2가지로 단기변화 방법과 장기변화 방법이 있다. 자세한 내용은 <표 6>과 같다.
| 단기적 변화 | 장기적 변화                                                                                  |
| --- | -------------------------------------------------------------------------------------------- |
| 시장 및 환경변화가 심할 때, 즉각적인 실행을 요구할 시 사용한다.                                                | 구성원들의 행동 변화가 요구될 때 사용한다.                                                   |
| 구성원의 참여를 최소화하여 저항을 빠르게 극복한다.                                                             | 구성원들의 참여가 핵심이다.                                                                  |
| CEO의 강력한 리더십이 필요하고, 명확한 계획과 정보가 충분할 경우에 적절한 변화방법이다.                        | 저항을 최소화하고 구성원들의 행동을 변화 시키는 것을 목적으로 하는 변화방법이다.             |
| 변화 저항이 생기는 것을 막을 수 있다.                                                                          | 변화에 대한 구성원들의 합의가 이루어진다.                                                    |
| 구성원의 참여가 제한되기 때문에 계획이 철저하게 실행되지 않을 수 있으며, 조직 내에 소외 계층이 발생할 수 있다. | 불확실성이 길어지면 새로운 방해요소가 생기거나 변화의 결과가 뚜렷하게 나타나지 않을 수 있다. |

## 기능
변상우 외(2012)는 조직문화의 기능에 대해 다음 3명의 학자의 주장을 제시한다.
S. P. Robbins는 조직문화가 조직의 경계를 설정하는 역할을 한다고 설명한다. 또한 조직 구성원에게 조직차원의 정체감을 제공하고, 구성원의 태도와 행동을 지도 및 조정하는 것을 가능하게 한다고 말한다. 하지만 그것이 잘못 됐을 때 조직문화는 조직유효성에 악영향을 미칠 수 있다는 점을 강조한다.
E. H. Schein은 조직문화가 조직의 성숙단계에 따라 다른 역할을 한다고 주장한다. 창업 및 초기 성장단계에서는 조직문화가 조직의 정체성의 원천이 되어 조직을 하나로 통합시키는 역할을 한다고 본다. 이후 중기단계에서는 이전 단계와 같은 기능을 수행하기도 하지만 하위문화의 생성으로 조직 전체적인 통합이 약화되어 조직 정체성의 위기를 겪을 수도 있다고 말한다. 마지막 성숙단계에서는 조직문화가 과거의 영광을 보존하고 간직하는 기능을 담당하여 혁신의 제약조건이 될 수 있음을 강조한다.
V. Sathe는 조직문화의 기능을 조직에서 이루어지는 5가지 과정에 따라 나누었다. 조직문화가 형성된 조직에서는 조직 구성원들이 같은 문화적 신념과 가치를 공유하고 있다. 따라서 의사소통 과정에서는 의사소통의 어려움 혹은 의사소통 과정에서 발생할 수 있는 해석의 오류를 줄이는 역할을 한다고 말한다. 협동 과정에서는 진정한 협동을 가능하게 하고, 몰입과정에서도 역시 같은 이유로 구성원들이 조직에 대해 일체감과 애착을 느끼게 된다고 주장한다. 의사결정 과정에서는 의견 불일치가 발생할 확률이 적어 능률적인 의사결정을 가능케 하고, 실행 과정에서는 돌발상황이 발생하여 다른 구성원들과의 의논이 불가능할 때 행동지침이 된다고 말한다. 한편 이러한 기능은 조직문화의 강도에 따라 발휘 정도가 달라진다는 점을 언급하고 있다.

한편, 김준식 외(2007)는 조직문화가 공동체를 하나로 묶어주는 공유가치의 기능을 한다는 점을 강조한다. 그에 따르면 조직문화는 구성원들에게 자신의 일의 의미와 방향을 제시하여 행동을 유발하는 역할을 하는 것이다. 때문에 조직문화는 조직의 전략 수행이나 조직내의 갈등, 조직결속력, 생산성 등에 영향을 미친다. 따라서 조직문화는 다양하고 급변하는 환경에 대응하기 위한 경영전략의 일부가 될 수 있고, 조직목표 달성을 위한 수단으로써 조직문화를 의도적으로 변화시킬 수도 있다.
윤대혁(2009)은 조직문화의 기능과 역할에 대해 L. Smircich의 주장을 소개하고 있다. L. Smircich는 조직문화가 구성원들에게 정체의식을 전달하고, 구성원들의 조직몰입을 촉진시키며, 체제의 안정성을 증진시키고, 구성원의 행동을 이끌고 형성하는 역할을 한다고 설명한다. 하지만 조직문화는 늘 긍정적인 기능을 하지는 않는다. 부정부패, 나태함, 거짓말, 모함 등의 조직문화처럼 그 자체가 부정적으로 형성되는 경우도 있고, 조직문화가 지나치게 강한 영향력을 행사함으로써 나타나는 역기능도 있다. 이런 경우, 조직문화는 조직변화에 저항하는 역할을 담당할 수도 있고, 다양성을 감소시키는 역할을 하기도 하며, 이에 따라 이질적인 두 조직이 인수나 합병을 진행했을 때 걸림돌이 되기도 한다.
백기복(2011)의 경우 조직문화는 조직구성원들에게 조직차원의 정체성을 제공하고, 가치관이나 믿음 등의 통일을 바탕으로 집단적 몰입을 가져오며, 조직체계의 안정성을 높이는 역할도 한다고 말한다. 또한 조직문화를 공유하는 것은 조직 내에서의 사회화를 가능하게 하여 조직 구성원의 행동을 조정할 수 있다고 본다.

## 중요성
윤대혁(2009)은 조직문화가 조직의 가치를 창출하는 원동력이자 구성원들의 사고와 행동양식을 규정하며, 그들의 직무만족, 애사심, 일체감, 응집력, 조직몰입 등에 영향을 미치므로 조직의 성장과 발전에 큰 역할을 한다고 말한다. 또한 조직문화는 훌륭한 회사와 평범한 회사를 구분 짓고, 생산성을 좌우하며, 조직변화에 기여할 수 있기 때문에 중요하다는 점을 언급하고 있다.
한편, 백기복(2011)에 따르면 조직문화는 가치관이고 믿음이기 때문에 일을 처리하는 과정이나 구성원간의 갈등, 업무 상의 결정과 선택 등에 영향을 준다. 따라서 조직문화는 공식적이든 비공식적이든 조직 운영과정에 광범위한 영향을 미칠 수 있다. 또한 이념의 형태로써 조직이 전략의 방향을 설정하고 전략을 수립하여 수행하는 전 과정에 영향을 미치는 것도 가능하다. 더불어 조직의 고유한 무형자산으로써 경쟁자원이 될 수 있다. 따라서 조직문화는 조직의 성과와 관련이 있고, 심지어는 조직이 속한 사회의 가치관과 믿음, 행동양식 등을 응축하여 유지하고 다음 세대에 물려줄 수 있는 문화전수자의 역할을 할 수 있기 때문에 조직 경영에 있어 중요하다.

### 조직성과에 미치는 영향
위에 언급했듯이 조직문화는 조직의 성과에 영향을 미친다. 하지만 연구에 따라 조직성과에 가장 효과적인 문화 혹은 가장 악영향을 미치는 문화가 조금씩 다르게 나타난다. 그 이유는 연구에서 어떤 조직문화 유형을 따랐는지, 어떤 조직을 대상으로 연구했는지 등이 다르기 때문이다. 또한 대부분의 연구에서 Quinn & McGrath(1985)의 분류를 따르고 있지만 그 외에 다른 분류를 함께 사용하거나 결합하여 사용하기도 하고, 번역을 달리함에 따라 용어에 차이가 나타난다.
안경섭(2008)은 관계지향 문화와 혁신지향 문화가 조직의 능률성과 효과성 모두에 긍정적인 영향을 미쳐 조직성과로 이어진다고 말한다. 김철의·박동수(2008)의 연구는 관계지향 및 혁신지향 문화와는 반대로 과업지향 문화는 조직성과에 부정적인 영향을 미치기 때문에 지나치게 과업을 지향하기보다는 합리적인 목표를 설정하는 것이 성과에 더 기여할 것이라는 점을 나타내고 있다. 김영헌·장영철(2013)의 연구에서는 합의문화가 조직몰입과 직무만족 모두에 긍정적 영향을 주어 조직성과로 이어질 수 있다고 나타났고, 최석봉·김규덕(2012)는 조직성과에 영향을 미치는 협력적 노사관계와 관련 지어 집단문화와 개발문화, 합리문화는 협력적 노사관계에 긍정적인 영향을 주지만 위계문화는 부정적 영향을 미친다고 말한다. 김문준·이창호(2015)의 경우 조직성과를 재무적 성과와 업무프로세스 개선, 학습과 성장요인으로 나누어 연구하였는데, 조직의 재무적 성과에 긍정적인 영향을 미치는 것은 집단문화와 위계문화이고 그 중 위계문화의 영향력이 더 크다고 밝히고 있다. 업무프로세스 개선에는 집단문화와 합리문화, 위계문화가 유의한 긍정적인 영향을 주고 합리문화의 영향력이 가장 크다고 말한다. 또한 위계문화와 집단문화는 학습과 성장 요인에 긍정적인 영향을 미치고, 집단문화의 영향력이 더 크기 때문에 조직구성원에 대한 관계와 팀워크, 원만한 대인관계, 관심, 배려 등이 조직구성원의 학습과 성장 동기로 작용할 수 있다는 점을 시사한다.

### 조직시민행동에 미치는 영향
조직시민행동은 조직성과에 영향을 주는 요소 중 조직구성원 개인 차원의 요소이다. 하지만 조직시민행동에 조직문화가 미치는 영향에 대한 연구 결과는 조직성과에 미치는 영향에 대한 연구 결과보다 다양하다.
강종수(2006)의 보육교사를 대상으로 한 연구에서는 집단문화와 개발문화가 조직시민행동에 긍정적인 영향을 주는 것으로 나타났고, 특히 집단문화가 더 큰 영향력을 주는 것으로 나타났다. 이수창(2010)은 합리문화와 집단문화가 긍정적 영향을 주고 위계문화가 부정적 영향을 준다고 말한다. 더불어 조직문화가 조직성과와 조직시민행동에 직접적으로 긍정적인 영향을 미치기도 하지만 조직문화가 조직시민행동을 매개로 하여 조직성과에 영향을 미칠 때가 조직성과에 직접적으로 영향을 주는 것보다 더 강한 영향력을 행사하는 것으로 나타난다는 점도 밝히고 있다. 한봉주(2009)는 공공기관을 대상으로 연구를 진행하였고, 조직문화를 Quinn & McGrath(1985)의 분류에 따라 합리문화·합의문화·위계문화·개발분화로 나누었으며, 조직시민행동은 Organ(1988)의 분류에 따라 이타성, 시민정신, 예의성, 양심성, 스포츠맨십이라는 다섯 가지 요소로 구분하여 조사하였다. 그에 따라 조직에 대한 비난을 삼가고 사소한 불편함을 인내하려는 행동인 스포츠맨십에는 위계문화가 긍정적인 영향을 주고, 업무와 관련하여 타인들과의 사이에 문제나 갈등이 야기될 수 있는 가능성을 미리 막으려고 노력하는 행동인 예의성에는 합의문화가 긍정적인 영향을 준다고 밝히고 있다. 또한 그 다음해의 연구에서는 공공조직에서는 합리문화가 조직시민행동에 긍정적인 영향을 주지만 민간조직에서는 합의문화가 긍정적인 영향을 준다는 점을 밝힘으로써 조직의 유형에 따라 영향이 달라진다는 점을 시사한다(한봉주, 2010). 최근에는 일과 삶의 균형에 관한 중요성이 증가되면서 기존의 조직문화 유형과의 별개의 가족 친화적인 조직문화가 주목 받고 있고, 가족 친화적 프로그램이나 제도를 지원함으로써 가족 친화적 조직문화가 형성되거나 혹은 형성되어 있다고 구성원이 인식할 경우 조직시민행동이 촉진된다는 점을 밝히고 있는 연구도 있다(김용순·이준재, 2010).

### 조직문화와 조직성과간의 관계에 대한 접근[31]
조직문화와 조직성과간의 관계를 규명하기 위한 연구들은 크게 세 가지 접근으로 분류할 수 있다. 조직성과에 기여하는 바람직한 문화특성이 존재한다고 보는 특성론적 접근이 첫 번째이고, 성과에 긍정적인 조직문화 특성의 강도가 높을수록 성과도 향상된다고 보는 강한 문화 가설이 두 번째, 조직문화와 조직성과간의 관계는 조직이 어떤 상황에 놓여있는지에 따라 다르기 때문에 예측하기 어렵다고 보는 상황론적 접근이 세 번째 접근이다.
특성론적 접근의 대표적인 연구자로는 Peters & Waterman이 있다. 그들은 연구를 통해 미국의 우수기업들에서 공통적으로 나타나는 특성 8가지를 제시했다. 이 외에도 Kilmann은 높은 기업이 되기 위해서는 적응적 문화로 변화해야 한다고 주장했고, Akim & Hopelain은 명료성과 응집성, 개방성을 생산적 기업의 문화 특성으로 꼽았다. Denison은 참여적 조직문화와 잘 조직화된 작업체계를 가진 기업들이 그렇지 않는 기업에 비해 성과가 높다는 점을 연구를 통해 밝혔고, Gordon & DiTomaso는 조직의 적응성이 재무적 성과를 높인다는 점을 확인했다. 하지만 특성론적 접근의 문제는 조직문화의 복잡성을 간과했다는 점이다. 특히 형태적으로 접근할 경우, 조직문화의 무엇을 어떻게 관리해야 할 지에 대한 답을 얻을 수 없다.
강한 문화 가설은 특성론적 접근을 기반으로 조직성과를 향상시킬 수 있는 특정한 문화가 존재하고, 그 문화가 강하면 강할수록 성과가 향상된다는 관점이다. 조직문화의 강도는 응집성, 동질성, 안정적이며 강렬한 것, 일관성, 깊게 공유되고 있는 것 등으로 정의하고 있다. 이에 관한 연구로써 Denison의 연구를 보면 단기적 성과에는 유의적 관계가 나타나지만 장기적 성과에는 부정적 영향이 나타난다는 점을 확인할 수 있다. 그러나 Kotter & Heskett의 연구에서는 둘 사이의 관계가 긍정적이기는 하지만 강한 관련성은 없다고 말하고 있고, Sorensen의 연구는 조직의 산업환경이 안정적인지 유동적인지에 따라 관련성 유무가 결정된다는 점을 밝히고 있다.
강한 문화 가설에 대해 부정적인 입장을 취했던 Kotter & Heskett의 연구와 Sorensen의 연구를 보면 문화와 성과의 관련성은 두 가지만으로 파악할 수 있는 것이 아니라는 점을 확인할 수 있다. 따라서 조직이 처한 상황을 고려할 필요가 있음을 시사하는 것이다. 이외에도 여러 연구결과는 조직문화의 조직성과와의 관계를 파악하기 위해서는 인사관리제도와의 적합성, 리더십과의 적합성 등의 상황요소들의 조절효과를 이해할 필요가 있다는 것을 나타내고 있다.